# Yoichirō Hirase
Yoichirō Hirase (平瀬 與一郎 Hirase Yoichirō?) 平瀬 與一郎, Hirase Yoichirō?, 4 de diciembre de 1859  - 25 de mayo de 1925) fue un malacólogo japonés.
Su hijo, Shintarō Hirase, (1884-1939) también malacólogo. La mayoría de su colección de moluscos fue destruida durante la Segunda Guerra Mundial.

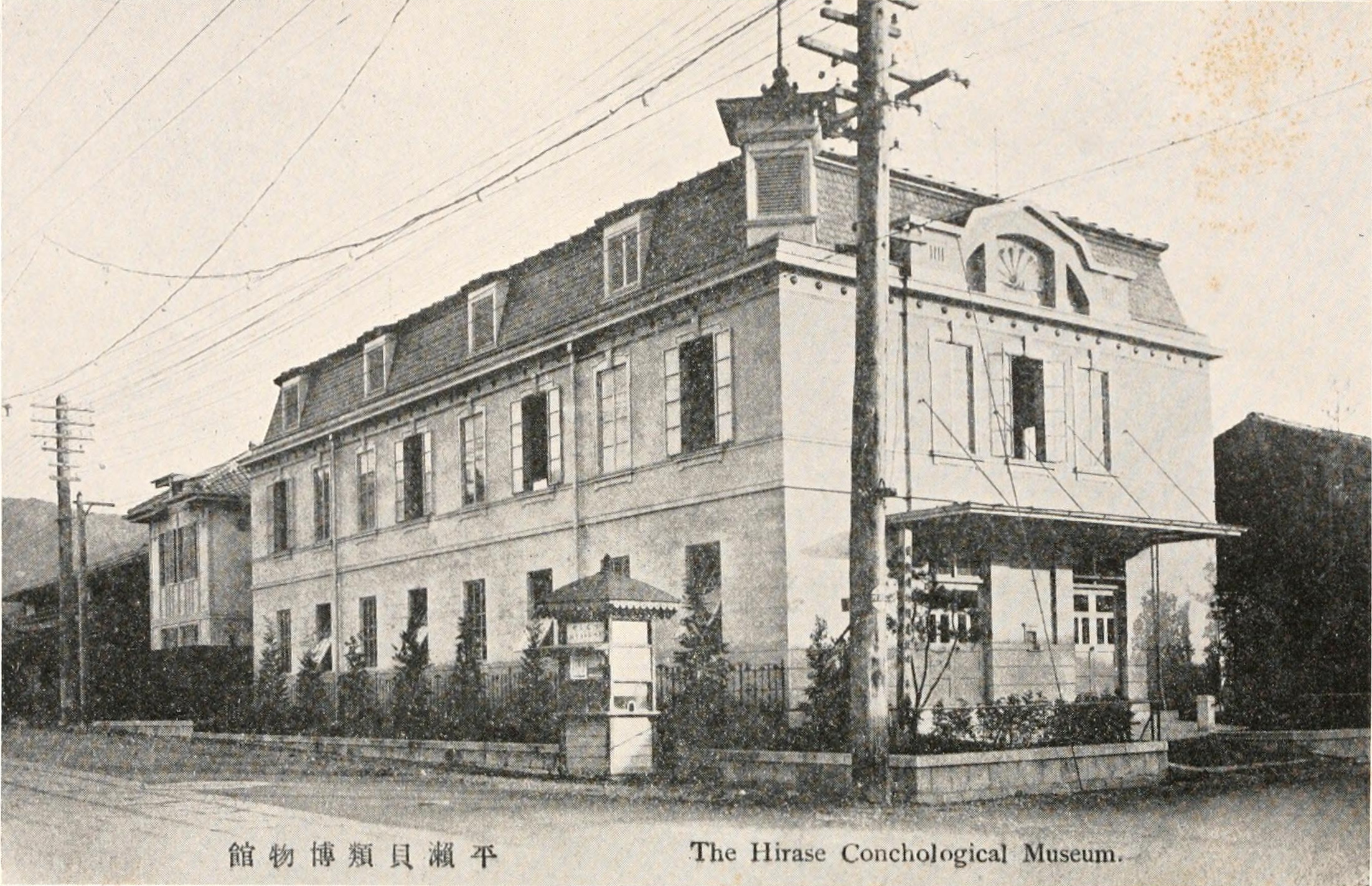
El Museo Hirase Concológico en Kioto se abrió en 1913.

## Abreviatura (zoología)
La abreviatura Hirase  se emplea para indicar a Yoichirō Hirase como autoridad en la descripción y taxonomía en zoología.